# Russell, Manitoba
Russell är en ort i Kanada.   Den ligger i provinsen Manitoba, i den sydöstra delen av landet, 2 000 km väster om huvudstaden Ottawa. Russell ligger 567 meter över havet och antalet invånare är 1 611.
Terrängen runt Russell är platt. Trakten runt Russell är nära nog obefolkad, med mindre än två invånare per kvadratkilometer.. Russell är det största samhället i trakten. 
Trakten runt Russell består till största delen av jordbruksmark.